# Bartholomeuskerkje (Beek (Berg en Dal))
Het Bartholomeuskerkje, ook wel de kleine Bartholomeuskerk is een kerkgebouw in Beek (Berg en Dal) uit 1286. Het kerkje ligt in het hart van Beek, tegenover de rooms-katholieke (grote) Sint-Bartholomaeuskerk.
De kerk wordt gebruikt door de protestantse gemeente Nijmegen. Het kerkje kan bovendien worden gehuurd voor huwelijken, dopen, uitvaarten, presentaties en exposities.

## Geschiedenis
Het kerkje dateert uit 1286. Van oudsher werd het gebruikt voor de katholieke eredienst. In 1602 werd de kerk met de pastorie in beslag genomen door de Hervormden. In 1796, tijdens de Bataafse Republiek werd besloten dat katholieken weer van het kerkje gebruik mochten maken. De protestanten bleven verantwoordelijk voor het onderhoud. In de dertigjarige periode van gezamenlijk gebruik, die duurde tot 1826, zijn er weinig of geen reparaties uitgevoerd. Het kerkje raakte hierdoor in verval. De hervormden trokken zich terug in de kapel te Ubbergen.

## Willem I
Koning Willem I stimuleerde de bouw van een grotere kerk voor de katholieken op het voormalige kerkhof tegenover het Bartholomeuskerkje. Deze kerk werd in 1833 in gebruik genomen als (grote) Sint-Bartholomaeuskerk. Willem I stimuleerde ook de restauratie van het kleine kerkje, dat door de protestanten na restauratie opnieuw betrokken werd.

## Restauraties
Het kerkje werd opnieuw grondig gerestaureerd in 1906-1909 en 1948-1950. De laatste restauratie was nodig vanwege ernstige schade door de oorlog.